# Вологовіддача
Вологовіддача — здатність матеріалу віддавати вологу при зміні умов навколишнього середовища. Вологовіддача характеризується швидкістю висихання матеріалу за добу при відносній вологості навколишнього повітря 60 % і температурі 20°C:
VB = ΔW / τ , % на добу, де ΔW — зміна вологості матеріалу, %; τ — час, кількість діб.